# Ammoselinum
Ammoselinum är ett släkte i familjen flockblommiga växter.

## Arter
Släktet har följande arter:
- Ammoselinum butleri
- Ammoselinum occidentale
- Ammoselinum popei
- Ammoselinum rosengurtii